# Pseudinca dichroa
Pseudinca dichroa är en skalbaggsart som beskrevs av Gerstaecker 1882. Pseudinca dichroa ingår i släktet Pseudinca och familjen Cetoniidae. Inga underarter finns listade i Catalogue of Life.

## Bildgalleri

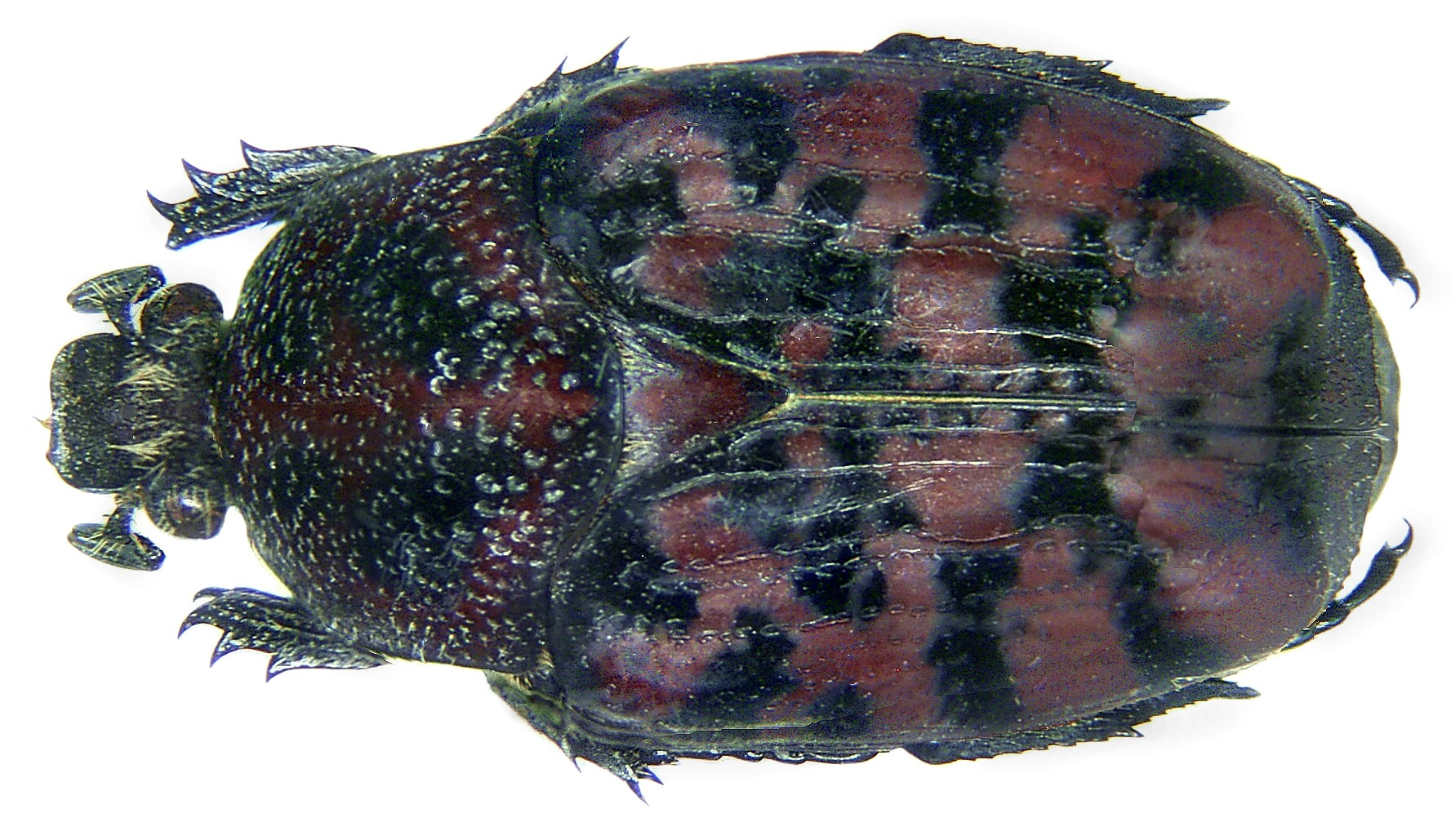
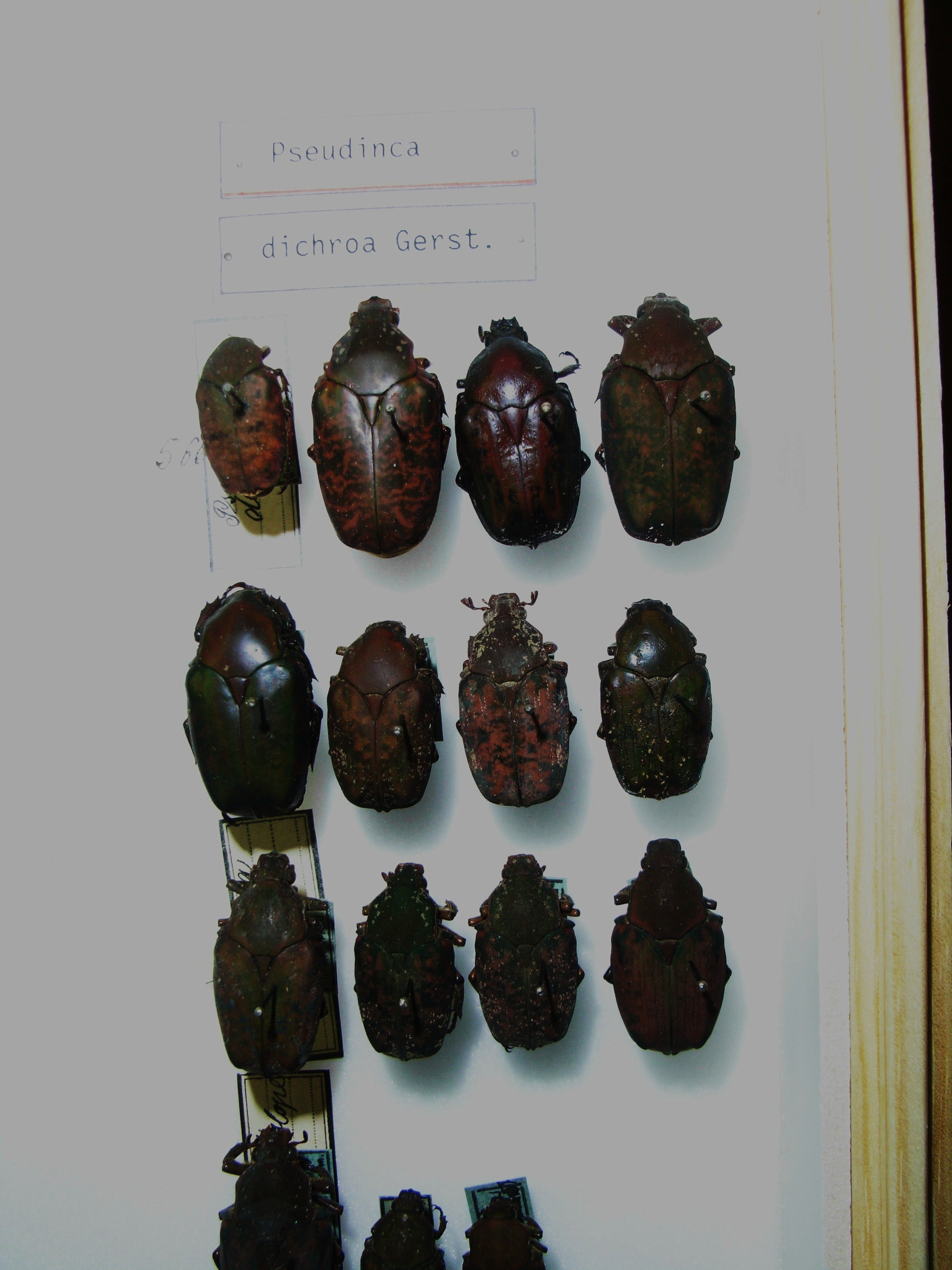